# Germán Riesco
Germán Riesco Errázuriz (Rancagua, 28 maggio 1854 – Santiago del Cile, 8 dicembre 1916) è stato un magistrato, avvocato e politico cileno.
Nipote dell'ex presidente Federico Errázuriz Zañartu e cugino dell'ex presidente Federico Errázuriz Echaurren, fu presidente del Cile dal 18 settembre 1901 al 18 settembre 1906.
Laureato in Giurisprudenza nel 1875, entrò alle dipendenze del Ministero di Giustizia, Culto e Pubblica Istruzione già nel 1873 e lavorò come magistrato fino al 1898. Lasciata la magistratura, esercitò l'avvocatura (guadagnandosi una grande fama), entrò a far parte del Direttorio del Banco de Chile e lavorò come consulente in politica estera ed economia per il governo di suo cugino. Senatore dal 1900, l'anno dopo fu eletto presidente della Repubblica come candidato dell'Alleanza Liberale (Alianza Liberal), sconfiggendo ampiamente il concorrente Pedro Montt Montt.
Durante il suo mandato presidenziale, Riesco promulgò i Codici di Procedura Civile e Penale, e istituì il Corpo dei Gendarmi (polizia militarizzata). Proseguendo nella politica estera di Federico Errázuriz Echaurren, firmò con l'Argentina i “Patti di maggio” (1902) di equilibrio navale, neutralità e reciproca non ingerenza, e ottenne dalla Bolivia il riconoscimento definitivo del possesso cileno della provincia di Antofagasta (1904). Infine, il 16 agosto 1906 un violento terremoto colpì il Cile centrale, distruggendo buona parte di Valparaíso.
Concluso il suo mandato, si ritirò a vita privata.